# Casinoplein (Kortrijk)

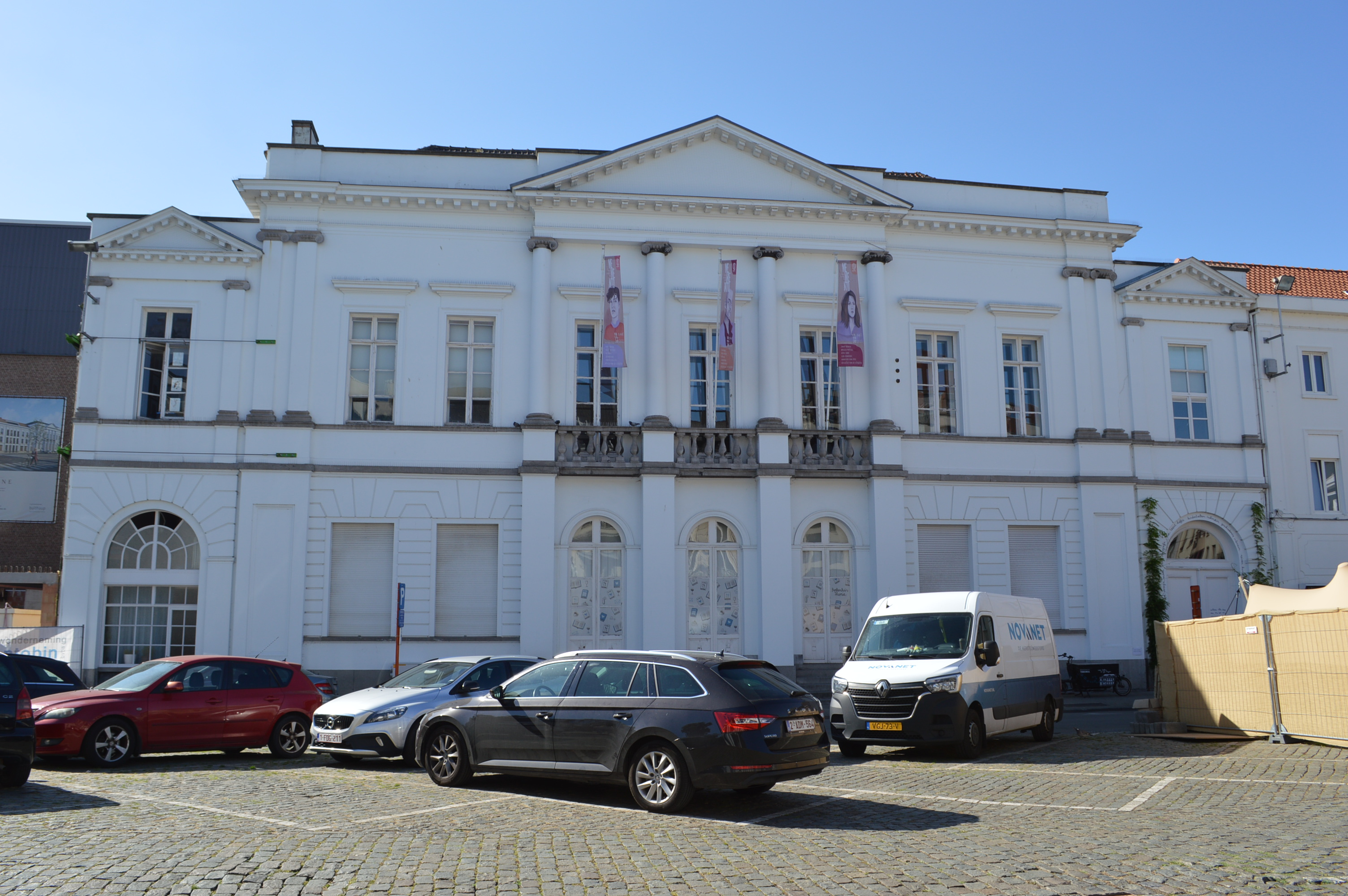
Casinoplein in 2022, met het voormalige casinogebouw op de achtergrond.

De Casinotuin is een plein in de Belgische stad Kortrijk. Het plein bevindt zich in de oude binnenstad, nabij het Stedelijk Conservatorium en het spoorwegstation van de stad. Het werd vernoemd naar het voormalige concertgebouw Casino.

## Geschiedenis
Het Monumentenplein werd in 1840 aangelegd, maar omdat er na lange tijd nog steeds geen monument geplaatst werd, werd besloten om het plein te herdopen tot Casinoplaats.
Het plein wordt gekenmerkt door enkele 19de-eeuwse gebouwen, waaronder het voormalige concertgebouw Casino, dat in 1844 werd gebouwd in opdracht van de Société de la Grande Harmonie de Courtai, naar een ontwerp van Camille Dehults. Tot voor de Tweede Wereldoorlog stonden op het plein diverse rijen bomen.
In 2024 werd het Casinoplein grotendeels onthard en omgedoopt tot Casinotuin.